# Evelyn Pass
Evelyn Pass är ett bergspass i Kanada.   Det ligger i provinsen Alberta, i den centrala delen av landet, 3 100 km väster om huvudstaden Ottawa. Evelyn Pass ligger 2 184 meter över havet.
Terrängen runt Evelyn Pass är kuperad åt nordost, men åt sydväst är den bergig. Trakten runt Evelyn Pass är nära nog obefolkad, med mindre än två invånare per kvadratkilometer.. Det finns inga samhällen i närheten. 
Trakten runt Evelyn Pass består i huvudsak av gräsmarker.